# Hans-Karl von Esebeck

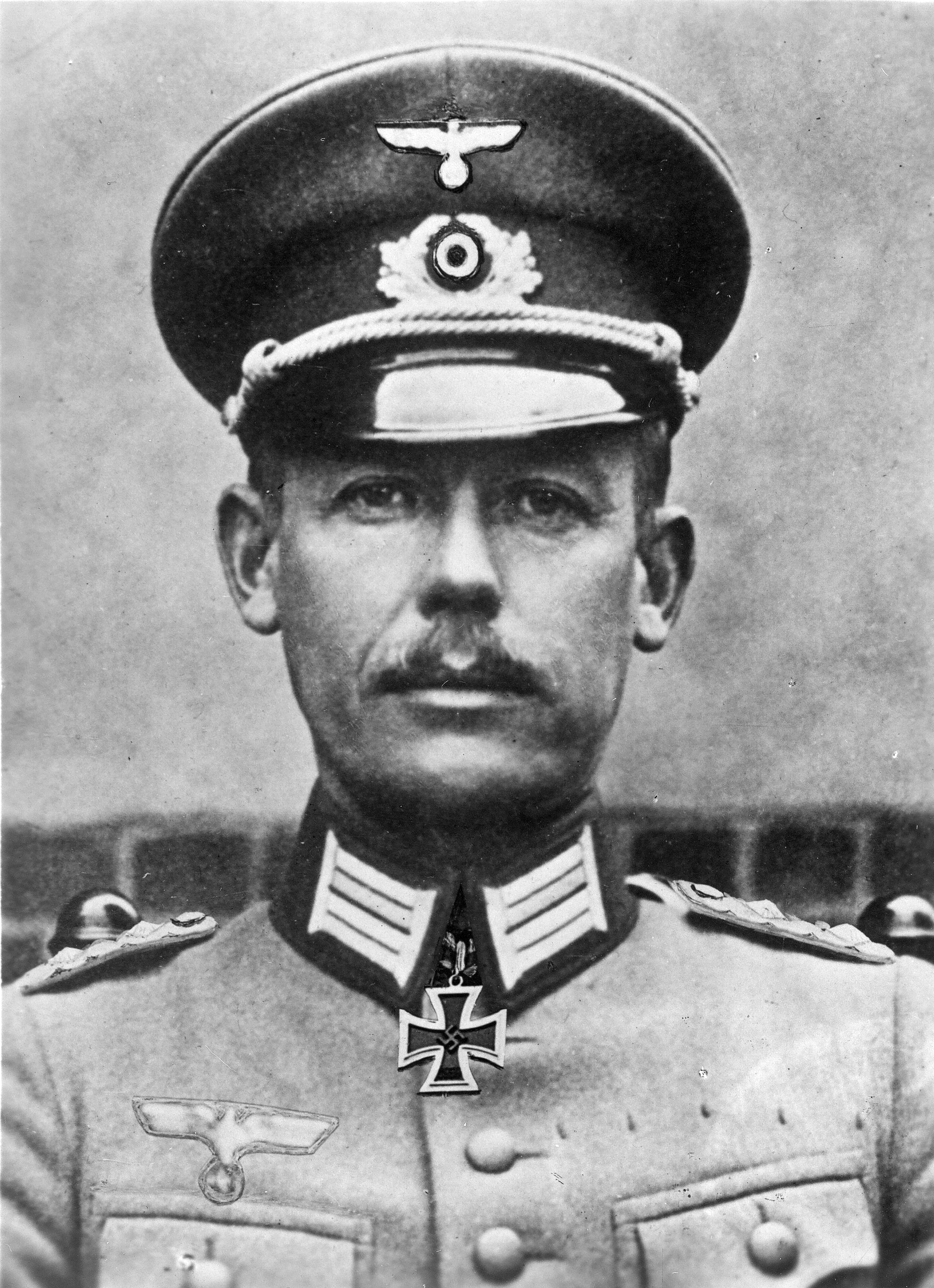
Hans-Karl von Esebeck, Juli 1940

Hans-Karl Freiherr von Esebeck (* 10. Juni 1892 in Potsdam; † 5. Januar 1955 in Dortmund-Bodelschwingh) war ein deutscher General der Panzertruppe im Zweiten Weltkrieg und Widerstandskämpfer gegen den Nationalsozialismus.

## Leben

### Karriere
Esebeck trat am 25. September 1911 als Fahnenjunker in das 3. Garde-Ulanen-Regiment ein und wurde dort am 19. Juni 1912 zum Fähnrich ernannt. Vom 4. Mai 1912 bis 18. Januar 1913 war er an die Kriegsschule Anklam kommandiert. Im Anschluss daran folgte am 18. Februar 1913 die Beförderung zum Leutnant. Als solcher kam er nach Ausbruch des Ersten Weltkriegs mit seinem Regiment an die Front. Von dort kommandierte man Esebeck im Februar 1915 für einen Monat zum Garde-Jäger-Bataillon. Am 6. Juni 1916 wurde er Oberleutnant und Mitte August 1917 in den Stab des VI. Armee-Korps versetzt. Hier verblieb er bis zum 24. Februar 1918, um dann als Adjutant in der 3. Garde-Kavallerie-Brigade tätig zu werden.
Im Zweiten Weltkrieg lernte von Esebeck 1939 in Polen Graf von Stauffenberg kennen, dessen persönlicher Freund er wurde. Nach dem Westfeldzug wurde er am 4. Juli 1940 als Kommandeur der 6. Schützenbrigade mit dem Ritterkreuz des Eisernen Kreuzes ausgezeichnet. Später kommandierte er verschiedene Panzer-Divisionen und -Korps.
Zuletzt hatte er den Rang eines Generals der Panzertruppe inne und war im Juli 1944 in Stellvertretung für General der Infanterie Albrecht Schubert, der sich zur Kur in der Slowakei aufhielt, Befehlshaber des Wehrkreises XVII (Wien).
Nach dem Attentat vom 20. Juli 1944 wurde er aus der Wehrmacht ausgestoßen. Er hatte gemeinsam mit seinem Chef des Stabes Oberst i. G. Heinrich Kodré und Oberst Rudolf Graf von Marogna-Redwitz das Unternehmen Walküre in Wien nach Vorbereitung durch seinen Freund Oberstleutnant i.G Robert Bernardis erfolgreich ausgeführt, obwohl die Befehle völlig falsch von dem längst pensionierten Generalfeldmarschall Erwin von Witzleben unterschrieben und daher schon auf den ersten Blick als ungültig erkennbar waren. Esebeck wurde daher nach dem Scheitern des Staatsstreiches in einem Konzentrationslager inhaftiert.

### Familie
Esebeck war Sohn des Oberstallmeisters von Kaiser Wilhelm II. und Generalmajor à la suite Walter von Esebeck und dessen erster Ehefrau Elisabeth von Blumenthal.

## Auszeichnungen
- Eisernes Kreuz (1914) II. und I. Klasse[1]
- Ritterkreuz II. Klasse des Friedrichs-Ordens mit Schwertern[1]
- Waldecksches Verdienstkreuz IV. Klasse mit Schwertern[1] am 24. Juli 1915
- Österreichisches Militärverdienstkreuz III. Klasse mit der Kriegsdekoration[1] am 2. Oktober 1916
- Finnischer Orden des Freiheitskreuzes II. Klasse mit Schwertern am 7. Mai 1918
- Erinnerungsmedaille des Finnischen Freiheitskrieges (1918) am 15. August 1918
- Verwundetenabzeichen (1939) in Silber
- Ritterkreuz des Eisernen Kreuzes am 4. Juli 1940[2]
- Deutsches Kreuz in Gold am 23. August 1942[2]

## Beförderungen
- 1923 Rittmeister
- 1933 Major
- 1936 Oberstleutnant
- 1938 Oberst
- 1941 Generalmajor
- 1942 Generalleutnant
- 1944 General der Panzertruppe[3]